# HMS E1
 HMS E1  — британская подводная лодка типа E, принимавшая участие в Первой мировой войне. Заложена 14 февраля 1911 года на королевской верфи в Чатэме. Постройка лодки обошлась в 101 700 фунтов. Во время Первой мировой войны переведена на Балтику для усиления Британской подводной флотилии, действовавшей с русских баз против германского судоходства.

## Служба

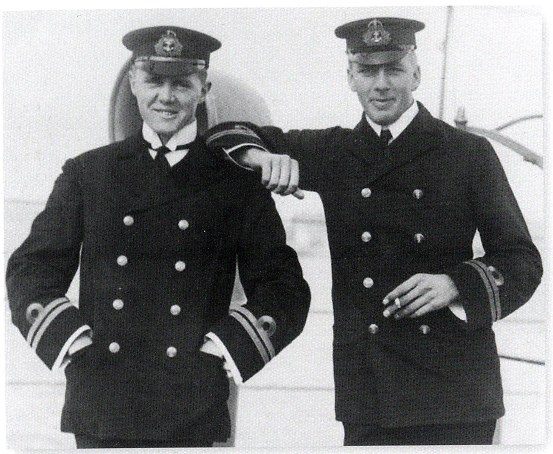
Командир E1 Ноэль Лоуренс (справа) c командиром E9 Максом Хортоном (слева).

Совместно с E5 приняла участие в разведывательном походе в Скагеррак. 15 октября 1914 года E1 и E9 вышли из Горлестона, затем успешно преодолели немецкую оборону и вошли в Балтийское море. 18 октября 1914 года E1 неудачно атаковала в Кильской бухте броненосный крейсер Fürst Bismarck. 17 (30) июля 1915 года Е1 потопила переделанный из транспорта в прорыватель минных заграждений «Aachen».  6 (19) августа 1915 года она торпедировала и повредила немецкий линейный крейсер Moltke в ходе обороны Рижского залива.
Служба подводной лодки E1 закончилась 3 апреля 1918 года. Она была затоплена командой неподалёку от Гельсингфорса вместе с E8, E9, E19, C26, C27 и C35, дабы избежать захвата наступающими немецкими войсками.